# Р256 (Росія)
Автошлях Р256 або Чуйський тракт — автомобільна дорога федерального значення Новосибірськ — Ташанта — державний кордон з Монголією. Є частиною азійського маршруту . 
Довжина автомагістралі — 953 кілометра. Перетинає три російських суб'єкта федерації: Новосибірску область, Алтайський край і Республіку Алтай.
До 31 грудня 2017 року мала назву Автомагістраль М52.

## Маршрут

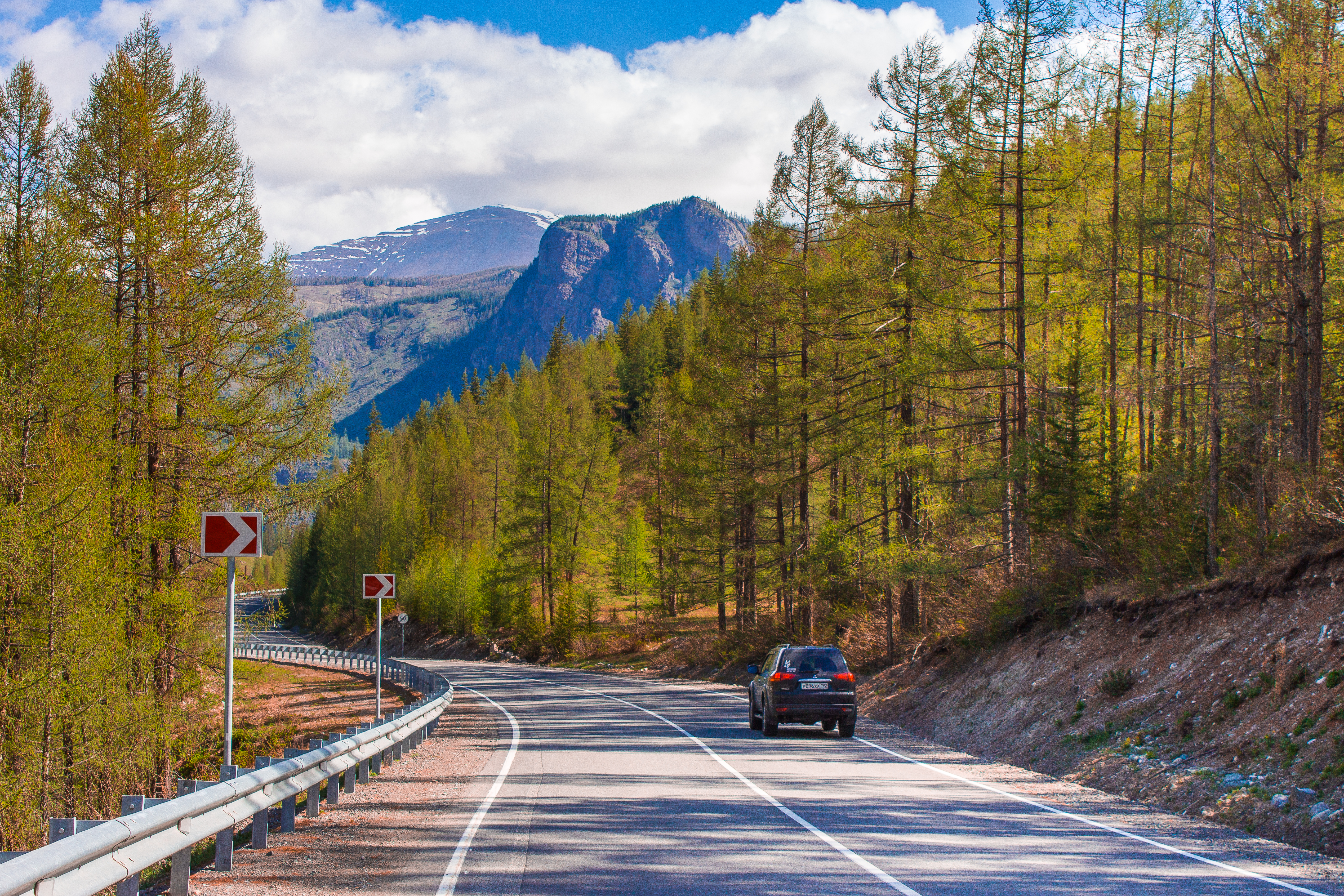
Автошлях Р256 "Чуйський тракт". Алтайські гори.

Новосибірська область
0 км — Новосибірськ, Р254 Іртиш, Р255 Сибір
37 км — Бердськ
52 км — Іскітим
99 км — Черепаново
Алтайський край
151 км — Тальменка
217 км — Новоалтайськ (під'їзна дорога до Барнаулу — 12 км)
290 км — Троїцьке
364 км — Бійськ
Республіка Алтай
453 км — Майма (під'їзна дорога до Горно-Алтайська — 5 км)
511 км — Усть-Сема
530 км — Черга
567 км — Шебаліно
572 км — Топуча
629 км — Туекта
652 км — Онгудай
722 км — Іня
803 км — Чибит
911 км — Кош-Агач
961 км — Ташанта

## Зображення
|  |  |  |  |  |  |

## Ресурси Інтернету
- Чуйский тракт
- Трасса М52 на сайте Академии Вольных Путешествий
- Автодорога М-52 «Чуйский тракт» на «Живых дорогах Сибири»
- Музей Чуйского тракта
- По Чуйскому тракту
- Чуйский тракт — уникальная викторина из 20 вопросов.